# Kröning (gmina)
Kröning – gmina w Niemczech, w kraju związkowym Bawaria, w rejencji Dolna Bawaria, w regionie Landshut, w powiecie Landshut, wchodzi w skład wspólnoty administracyjnej Gerzen. Leży około 15 km na wschód od Landshut.

## Podział administracyjny
Części gminy:
- Kirchberg
- Dietelskirchen
- Jesendorf
- Wippstetten
- Grammelsbrunn

## Oświata
(na 1999)

W gminie znajduje się przedszkole, szkoła podstawowa oraz pierwsze klasy Hauptschule.